# Halloweens
Halloweens — сайд-проект учасників гурту The Vaccines, Джастіна Янга та Тімоті Ленгема, створений у 2018 році.
Джастін Янг і Тімоті Ленем об'єдналися після того, як у 2018 році разом написали альбом гурту The Vaccines, Combat Sports.
Гурт Halloweens випустив два альбоми, вісім синглів і один мініальбом.

## Учасники гурту
- Джастін Янг (Justin Young)
- Тімоті Ленгем (Timothy Lanham)

## Дискографія

### Альбоми
- Morning Kiss at the Acropolis (2020)
- Opera Singing at the Salsa Bar  (2024)

### Сингли
- Hannah, You're Amazing (2019)
- My Baby Looks Good With Another (2020)
- Divinity Pools (2020)
- Lonely Boy Forever (2020)
- Trophies for Pain (Minsky Rock Remix) (2020)
- Brothers in Arms (2020)
- Other Men's Flowers (2022)
- Colombia Record (2024)

### Мініальбоми
- Maserati Anxiety Designed (EP, 2020)